# Victoria Tennant
Victoria Tennant (ur. 30 września 1950 w Londynie) – brytyjska aktorka. 
Odtwórczyni roli Pameli Tudsbury, córki angielskiego dziennikarza Alistaira „Gaduły” Tudsbury’ego, weterana I wojny światowej, ukochana Victora „Mopsa” Henry’ego (Robert Mitchum) w miniserialu  ABC Wichry wojny (The Winds of War, 1983), za którą była nominowana Złotego Globu dla najlepszej aktorki drugoplanowej w serialu, miniserialu lub filmie telewizyjnym, i sequelu Wojna i pamięć (War and Remembrance, 1988–89) na podstawie bestsellerowej powieści Hermana Wouka pod tym samym tytułem.

## Życiorys
Urodziła się w Londynie w Anglii jako córka Iriny Michajłowny Baronowej, rosyjskiej primabaleriny, i Cecila Gordona Tennanta, który był producentem i agentem talentów dla MCA. Miała siostrę Irinę i brata Roberta, którzy zostali poważnie ranni w wypadku samochodowym w 1967, w którym zginął ich ojciec. Jej ojcem chrzestnym był aktor Laurence Olivier. Podobnie jak jej matka, Tennant uczyła się baletu, najpierw w szkole prywatnej Elmhurst Ballet School w Birmingham, a następnie przez dwa lata w Central School of Speech and Drama.
W 1990 wystąpiła w Steppenwolf Theatre Company w Chicago w sztuce A.R. Gurneya Listy miłosne, a w 1991 na Broadwayu zagrała Lesbię Grantham w komedii Zawarcie małżeństwa.

## Filmografia

### Filmy
- 1980: Psy wojny (The Dogs of War) jako gość na przyjęciu
- 1982: Jestem twoim zabójcą (Ich bin dein Killer) jako Carol Redding / Betty
- 1984: Dwoje we mnie (All of Me) jako Terry Hoskins
- 1986: Oblężenie (Under Siege, TV) jako Gloria Garry
- 1987: Kwiaty na poddaszu (Flowers in the Attic) jako Corrine Dollanganger
- 1989: Kolega głupca (Zugzwang) jako Alice Gordon
- 1990: Szepty (Whispers) jako Hilary Thomas
- 1990: Opowieść podręcznej (The Handmaid’s Tale) jako ciotka Lydia
- 1991: Historia z Los Angeles (L.A. Story) jako Sarah McDowell
- 1992: Dżuma (La Peste) jako Alicia Rieux
- 1997: Mumia – Legenda (Bram Stoker’s Legend of the Mummy) jako Mary
- 2010: Piekło Dantego: Epicka animacja (Dante’s Inferno: An Animated Epic) jako Beatrice (głos)
- 2011: William i Kate (William & Kate, TV) jako Celia
- 2013: Więcej niż słowa (Louder Than Words) jako Lydia Thorsby

### Seriale
- 1979: Sherlock Holmes i doktor Watson (Sherlock Holmes and Doctor Watson) jako Helen Stoner
- 1983: Wichry wojny (The Winds of War) jako Pamela Tudsbury
- 1986: Nowa seria Alfred Hitchcock przedstawia (Alfred Hitchcock Presents) jako panna młoda
- 1988–89: Wojna i pamięć (War and Remembrance) jako Pamela Tudsbury
- 1994: Klan McGregorów (Snowy River: The McGregor Saga) jako Anita Hargraves
- 1997: Diagnoza morderstwo (Diagnosis: Murder) jako Victoria Larkin
- 1999: Powrót do Providence (Providence) jako dr Toynton
- 2004: JAG: Wojskowe Biuro Śledcze (JAG) jako Marta Sperling
- 2007: Hoży doktorzy (Scrubs) jako Maggie Kent
- 2008: Detektyw Monk (Monk) jako Pani Benson
- 2009: Bestia (The Beast) jako Susan Redman